# Walpole-Nornalup-Nationalpark
Der Walpole-Nornalup-Nationalpark ist ein Park in Western Australia bei Walpole, 355 km südlich von Perth. Der 1957 gegründete Park erstreckt sich über eine Fläche von 159 km².
Bekannt ist der Park vor allem als eines der letzten größeren Vorkommen des Karribaums (Eucalyptus diversicolor) und des "Red-Tingle" (Eucalyptus jacksonii).
Die meisten Besucher, 2004 waren es 291.000, zieht das Valley of the Giants an, wo die Bäume auf dem Tree Top Walk aus ungewohnter Perspektive von einem Baumkronenpfad in 40 m Höhe aus betrachtet werden können.

## Lage und Landschaft
Der Park liegt in einem ungewöhnlich niederschlagsreichen Gebiet Western Australias und umgibt die Orte Walpole, Nornalup und Peaceful Bay. Der Park besteht aus weitestgehend unberührtem Wald, er erstreckt sich aber bis ans Meer, sodass auch Küstenabschnitte zum Park gehören.

## Flora und Fauna

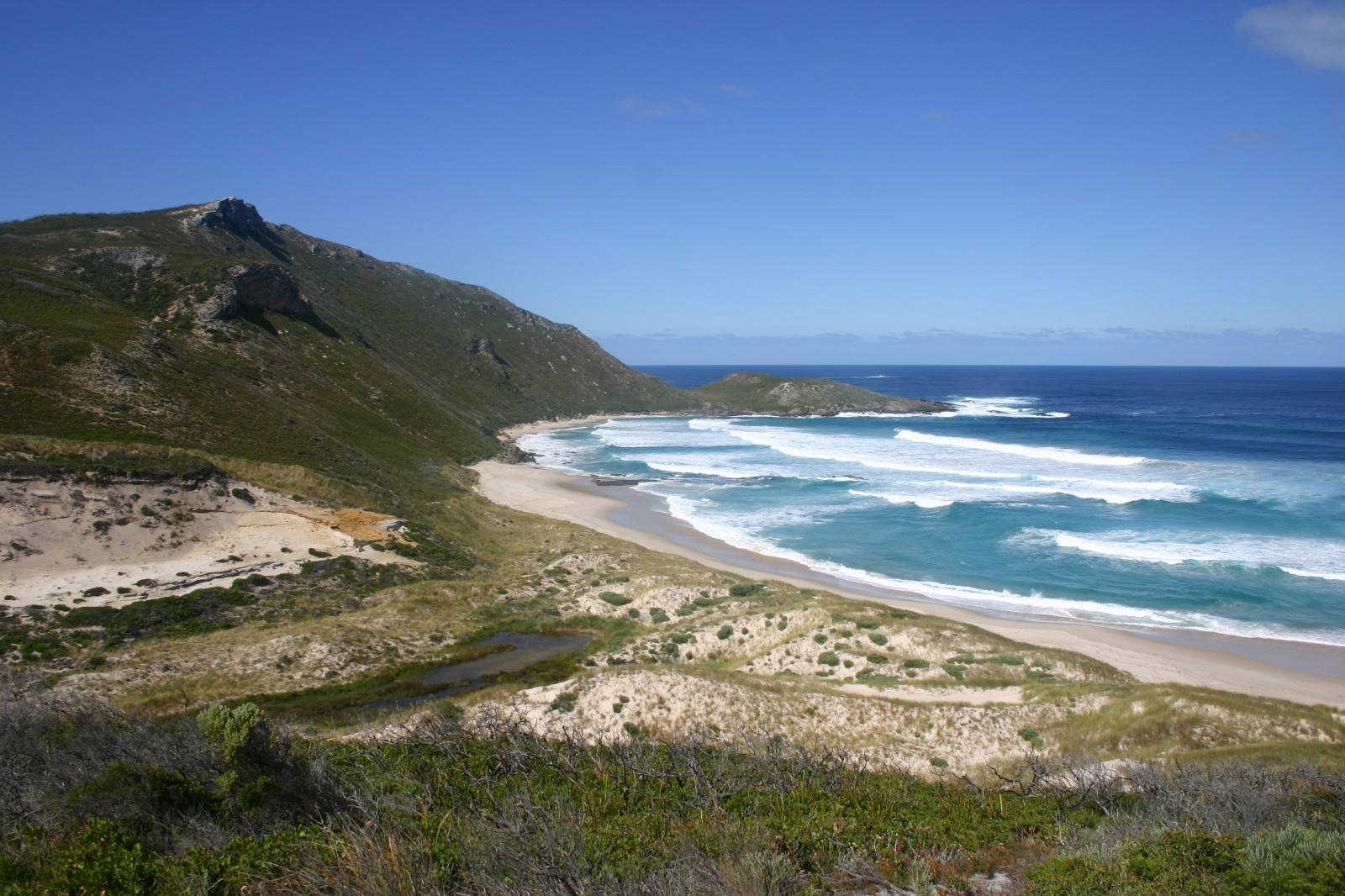
Conspicuous Cliff

Insgesamt beherbergt der Park 698 verschiedene Pflanzenarten, darunter 104 Orchideen.
Im Park findet man 19 Arten Säugetiere, 109 Vogelarten und 22 Arten von Reptilien.